# Live chat
Live chat (z ang. live chat - rozmowa na żywo) - rodzaj usługi internetowej stosowanej w sprzedaży i zdalnej obsłudze internautów. Termin używany potocznie na określenie oprogramowania wykorzystywanego w celu wzbogacenia i uzupełnienia kontaktu telefonicznego w call center, a także występującego jako jedno z mediów wykorzystywanych w contact center. Sama fraza live chat nie znalazła jeszcze dobrego odpowiednika w języku polskim i będąc zapożyczeniem z języka angielskiego, powoli zagnieździła się w slangu informatycznym. 
Usługa live chat polega na umożliwieniu użytkownikowi prowadzenia czatu z agentem przez stronę internetową. Możliwość czatowania daje użytkownikowi aplikacja komunikatora (obecnie najczęściej stosowane są te wykonane w technologii flash lub AJAX), która nie wymaga procesu instalacji oprogramowania na komputerze użytkownika, oraz do której dostęp uzyskuje się przez kliknięcie przycisku kontaktowego. Agent w rozmowie wykorzystuje aplikację wyposażoną w zestawy narzędzi dających mu wiedzę o rozmówcy, ułatwiających komunikację oraz zaoferowanie możliwie najlepszej pomocy.